# Lobster Johnson
Lobster Johnson è uno dei personaggi del fumetto Hellboy, creato dall'artista statunitense Mike Mignola, è un violento vigilante, cacciatore di nazisti e l'eroe preferito di Hellboy.

## Altri media
- Lobster Johnson fa un breve cameo nel film d'animazione Hellboy - Fiumi di sangue che appare durante una scena di flashback che mostra la nascita di Hellboy e la reazione di Malcome Frost alla creatura.
- Lobster Johnson compare fisicamente nel film Hellboy del 2019, interpretato dall'attore statunitense Thomas Haden Church e con la voce italiana di Stefano De Sando.